# Diana L. Paxson
Pour les articles homonymes, voir Paxson.
Œuvres principales
- La Prêtresse d'Avalon
- Les Ancêtres d'Avalon

Diana L. Paxson, née le 20 février 1943 à Berkeley en Californie, est une écrivaine américaine spécialisée dans la fantasy et la fiction historique.
Elle a écrit de nombreux romans, souvent en collaboration, ainsi que plus de soixante-dix nouvelles. Dans les pays francophones, elle est surtout connue pour sa collaboration avec Marion Zimmer Bradley sur Le Cycle d'Avalon, qu'elle a poursuivi après la mort de Mme Bradley. 
Diana L. Paxson vit à Berkeley en Californie.

## Œuvres

### Le Cycle d'Avalon
Romans écrit avec Marion Zimmer Bradley :
- La Prêtresse d'Avalon  (2000)
- Les Ancêtres d'Avalon (2004)

Diana L. Paxson a aussi collaboré avec Marion Zimmer Bradley sur deux autres romans du cycle (La Colline du dernier adieu et Le Secret d'Avalon), mais sans être créditée. La Colline du dernier adieu est ainsi dédié à Diana L. Paxson en les termes suivants 
« À Diana Paxson, ma sœur et mon amie, qui a enraciné ce roman dans son contexte historique et géographique, et a ajouté Tacite à la liste des personnages. »